# Економіка спільної участі
Економіка спільної участі — є соціоекономічною системою, заснованою на спільному користуванні людськими та фізичними ресурсами. До цієї системи іноді включають (або розглядають як споріднені із нею) такі поняття, як мережева економіка або спільне споживання.

## Характеристика та споріднені поняття
Існує концептуальна та семантична плутанина, спричинена багатьма гранями обміну на базі Інтернету, що веде до дискусій щодо меж та масштабів розподілу економіки  та щодо чіткого визначення економіки розподілу. Термін «економіка спільного використання» часто використовується неоднозначно і може мати різні характеристики. Наприклад, економіку спільного використання іноді розуміють виключно як одноранговий феномен в той час як інколи він визначається як явище бізнес-замовник. Крім того, під економікою розподілу часто розуміють операції з постійною передачею права власності на ресурс, такий як продаж, а в інший час транзакції з передачею власності розглядаються за межами економіки спільного використання. Одне визначення економіки спільного використання, розроблене для інтеграції існуючих розумінь та визначень, засноване на систематичному огляді:
«Економіка спільного використання — це спрощена ІТ модель однорангового комерційного або некомерційного обміну недооціненими товарами та службовими можливостями через посередника без передачі права власності»
Економіка спільного використання іноді пов'язана з економікою замкненого циклу, яка спрямована на мінімізацію відходів і яка включає кооперативи, переробку, перерозподіл та торгівлю вживаними товарами. Це тісно пов'язане з спільним споживанням, в якому предмет споживають кілька людей. Комерційні опції «економіки спільного використання" охоплюють широкий спектр структур, включаючи здебільшого комерційні структури, і, меншою мірою, кооперативні структури. Економіка спільного використання забезпечує розширений доступ до продуктів, послуг та талантів, що виходять за межі індивідуального права власності, що іноді називають "власністю".
Діяльність, така як оренда, лізинг, об'єднання та спільне використання, визначені як внесок у тривалість життя продукту, а особливо продовження терміну експлуатації продукту завдяки цим практикам взаємної інтеграції, а іноді і перерозподілу (шляхом пожертвування, заміни, ринків секонд-хенду) . 

## Історія
Однією з натхнень для створення економіки спільного використання стала трагедія спільного, в якій ідеться про те, що, коли всі ми діємо виключно у власних інтересах, ми виснажуємо спільні ресурси, необхідні для власного життя. Професор права з Гарвардського університету Йочай Бенклер, один із прихильників програмного забезпечення з відкритим кодом, висловив думку про те, що мережеві технології можуть пом'якшити це питання тим, що він назвав «спільним виробництвом на основі загального користування», концепцією, вперше сформульованою у 2002 році.
Термін «економіка спільного використання» почав з'являтися в часи Великої рецесії, що сприяє розвитку соціальних технологій та посилення відчуття актуальності навколо глобального зростання чисельності населення та виснаження ресурсів. Професор Лоуренс Лессіг, можливо, вперше вжив цей термін у 2008 році, хоча інші стверджують, що походження цього терміна невідоме. Станом на 2015 рік, згідно з опитуванням дослідницького центру Pew, лише 27% американців чули про термін «економіка спільного використання». Респонденти опитування, які чули про цей термін, мали різні розбіжності щодо того, що він означає, і багато хто думає, що це стосується обміну в традиційному розумінні цього терміна. 

### Провали стартапів на основі традиційного обміну
Багато людей вважають, що для постійних споживачів є сенс не купувати власний інструмент, який багато споживачів можуть використовувати лише протягом декількох хвилин у своєму житті, а брати позики у інших, а це запозичення може бути полегшене через Інтернет платформи. Кілька стартапів було запущено, щоб допомогти людям ділитися свердлами та подібними товарами такого типу. Однак було зрозуміло, що споживачі не зацікавлені в таких тимчасових обмінах, що призвелол до невдачі багатьох стартапів, які мали на меті полегшити традиційний обмін .

### Спільне споживання
Термін «спільне споживання» було введено Маркусом Фельсоном та Джо Л. Спітом у своїй роботі "Структура громади та споживче споживання: рутинний підхід до діяльності", опублікованій у 1978 р. У американському вченому з поведінки. У 2011 році «спільне споживання» було названо однією з 10 ідей журналу TIME, які змінять світ.
Дослідження в червні 2018 року використовуючи бібліометрику та мережевий аналіз, проаналізувало еволюцію наукових досліджень спільного споживання та виявило, що цей вираз розпочався в 2010 році з книги «Ботсман та Роджерс» (2010) «Що моє — твоє: Зростання спільного споживання». Кількість досліджень, опублікованих на цю тему, тоді зросла в 2014 році. Крім того, існують чотири групи досліджень: 1) дослідження та концептуалізація спільного споживання; 2) поведінка споживачів та маркетинговий емпіризм; 3) системи мутуалізації та обміну; 4) стійкість в економіці спільної роботи. Аналіз свідчить про те, що цей останній кластер був недостатньо досліджений на відміну від трьох інших, але почав набирати значення з 2017 року. 
У 2015 році уряд Великої Британії поставив цілі покращити економічне зростання, в тому числі зробити Британію "Найкращим місцем у світі для початку, інвестування та розвитку бізнесу, в тому числі за допомогою пакету заходів, спрямованих на розблокування потенціалу економіки спільного використання...".

## Принцип функціонування
У доповіді, підготовленій 2013 р. групою аналітиків PricewaterhouseCoopers для Європейської комісії, автори визначають економіку спільної участі як таку, що об'єднує «компанії, які застосовують бізнес-моделі, базовані на наданні доступу до чогось на ринках, які функціонують за принципом peer-to-peer». У цій моделі учасники-споживачі платять за право тимчасового використання (доступ) до ресурсу, який належить іншим учасникам (їх автори теж називають споживачами), тоді як компанія просто зводить тих і інших разом.
Транзакції в економіці спільної участі подібні до оренди або прокату, в яких один учасник платформи може за плату надати в користування свою машину, квартиру або будь-який інший об'єкт (предмет одягу, інструмент тощо). Для позначення цього процесу часто використовують поняття «ділитися» (яке і склало основу для назви цієї системи в англійській мові — sharing economy), однак директор Munk School of Global Affairs Дженіс Стайн вказує, що власники ресурсів насправді не діляться ними, а використовують їх у звичайній бізнесовій транзакції, отримуючи за це гроші.

## Приклади компаній і споріднені концепції
Дві компанії, які найчастіше згадуються у контексті економіки спільної участі, — це «Airbnb» і «Uber». «Airbnb» є онлайновою платформою, яка дозволяє знайти винаймача для своєї нерухомості (квартири, кімнати у квартирі, будинку, замку). «Uber» зводить разом клієнтів, що потребують послуг таксі, і водіїв з машиною, які готові когось підвезти (примітно, що компанія наполягає, що не надає таксомоторних послуг, а дає змогу «поділитися поїздкою»).
Інша часто згадувана у цьому контексті компанія, яка також надає транспортні послуги, даючи змогу користуватися машиною, що її клієнт забирає з найближчої паркостанції та оплачує використання погодинно, — «Zipcar». Однак ця компанія сама володіє автопарком машин, тож, на думку професора Стернівської бізнес-школи Нью-Йоркського університету Аруна Сандарараджана, її модель по суті мало чим відрізняється від традиційного бізнесу прокату машин — вона подібна до «Uber», «Lyft», «RelayRides» та «GetAround» хіба що інноваційним використанням технологій на кшталт мобільних застосунків. Ця модель більше вписується у концепцію спільного споживання (collaborative consumption), в якій розподіленого характеру набуває лише сторона користувачів (споживачів).
Вона відрізняється від звичайних випадків споживання одного ресурсу багатьма людьми — наприклад, користування громадським транспортом, — тим, що приходить на заміну набуванню цього ресурсу в особисту власність, що отримало назву «неволодіння». У цьому економіка спільної участі перетинається з концепцією «продукту-як-послуги», якою можуть користуватися і компанії-виробники на кшталт «BMW» чи «Daimler», яких спонукав до створення власних автопарків для прокату машин успіх моделей каршерингу, подібних до «Zipcar».
Інші компанії, що належать до сфери економіки спільної участі: вже згадані «Lyft», «RelayRides» та «GetAround» (надають можливість скористатися чиєюсь машиною), «TaskRabbit», «Sorted» (побутові послуги на кшталт прибирання, вішання полиць або шопінгу за подарунками), «Shareyourmeal» (можливість купити/продати надлишок приготованої домашньої їжі), «Fixura», «Lending Club» (приватні і бізнесові позики) та інше.

## Соціальний вплив і контекст; вплив на економіку загалом
Історія «Airbnb» розпочалася в 2007 році з того, що одному з її засновників не вистачало грошей, аби заплатити свою частку орендної плати за квартиру, яку він наймав разом із іншим засновником, тож обидва згодилися підзаробити, здаючи койкомісця туристам. Станом на середину 2013 р. для більше як 50 % тих, хто здає своє житло через «Airbnb», це здавання було допоміжним способом платити ренту. Дані показують, що багато індивідуальних «постачальників» і інших компаній, які працюють за моделлю спільної участі, є соціально незахищеними, при цьому багато з них не платить податків. Дженіс Стайн робить із цього висновок, що «люди, які найбільше потребують сітки безпеки, яку надає держава, працюють у «сірій» економіці, яка робить менший, ніж слід було би, внесок у податки, які потрібні державі для збереження тієї сітки соціальної безпеки», і вказує, що несплата податків підважує також здатність держави підтримувати у належному стані інфраструктуру громадського користування — ті ж дороги, якими їздять водії «Uber».
Економіка спільної участі створює передумови для більш ефективного використання тих продуктів, які надаються в оренду чи користування — наприклад, ресурсу автомобіля, власник якого може використати його не тільки для власних потреб, а й покрити потреби інших, тим самим позбавляючи їх необхідності купувати машину. Прикладом є сервіс Getaround. Оскільки загальний попит на автомобілі зменшиться, падіння продажів автомобілів призводитиме до втрати робочих місць в автомобільній галузі — втім, ці робочі місця відновлюються всередині самої економіки спільної участі; її «постачальники» до того ж вважають себе підприємцями, а деяким із них завдяки продажу своїх ресурсів удалося заробити початковий капітал для створення власного бізнесу.
Ефективніше використання ресурсів також має позитивний вплив на довкілля, позаяк, скажімо, якщо споживачі купують менше машин, то менше машин і відправляються на могильники. Перехід деяких виробників до моделі «продукту як послуги» (автопарки «BMW» і «Daimler»), які таким чином будуть відповідальні за кошт експлуатації своїх же продуктів, змусить їх до виробництва більш енергоефективних і надійних продуктів, що знов-таки матиме позитивний вплив на довкілля.
Втім, оскільки нерегульована та часто неоподатковувана діяльність підвищує економічний тиск, перекладаючи певний кошт, спричинений «розпорошеними постачальниками», на інших суб'єктів, співдиректор Centre for Economic and Policy Research Дін Бейкер вважає, що підсумковий результат економіки спільної участі для економіки загалом є негативним.